# Марк Емилий Лепид (претор 213 пр.н.е.)
Вижте пояснителната страница за други личности с името Марк Емилий Лепид.
Марк Емилий Лепид (на латински: Marcus Aemilius Lepidus) е политик и сенатор на Римската република от фамилията Емилии, клон Лепиди. Според Ливий той се казва Марк, но по други сведения вероятно се казва Маний.
През 213 пр.н.е. той е претор. Баща е на Марк Емилий Лепид (консул 158 пр.н.е.).